# Razma
Razma (Afganistan) és el nom d'una música afganesa.
Provinent d'una família de músics, es va graduar en Música i Arts. Toca un instrument que s'acostuma a reservar als homes. Fou una de les 100 dones considerades com les més influents del 2021 per la BBC.